# Jeremy Summers
Jeremy Summers (St Albans, 18 agosto 1931 – Welwyn Garden City, 14 dicembre 2016) è stato un regista britannico.

## Filmografia parziale

### Cinema
- Depth Charge (1960)
- The Punch and Judy Man (1963)
- Un priore per Scotland Yard (Crooks in Cloisters) (1964)
- Ferry Cross the Mersey (1965)
- San Ferry Ann (1965)
- Dateline Diamonds (1965)
- La vendetta di Fu Manchu (The Vengeance of Fu Manchu) (1967)
- I cinque draghi d'oro (Five Golden Dragons) (1967)
- Le false vergini (La casa de las mil muñecas) (1967)
- Hula Hula, la femmina della giungla (The Face of Eve) (1968)
- One Hour to Zero (1976)
- Sammy's Super T-Shirt (1978)

### Televisione
- International Detective (1960-1961) - 16 episodi
- L'ispettore Gideon (Gideon's Way) (1966) - 2 ep.
- Simon Templar (The Saint) (1962-1968) - 12 ep.
- The Baron (1966) - 3 ep.
- Riptide (1969) - 6 ep.
- Il mio amico fantasma (Randall and Hopkirk (Deceased)) (1969-1970) - 7 ep.
- Jason King (1971-1972) - 9 ep.
- Gli invincibili (The Protectors) (1972-1974) - 17 ep.
- Il ritorno di Simon Templar (Return of the Saint) (1978) - 3 ep.
- County Hall (1982) - 7 ep.
- A Kind of Loving (1982) - 5 ep.
- Strangers and Brothers (1984) - 7 ep.
- Tenko (1982-1984) - 10 ep.
- Albion Market (1985-1986) - 6 ep.
- Creature grandi e piccole (All Creatures Great and Small) (1988) - 4 ep.
- Howards' Way (1989-1990) - 6 ep.
- Trainer (1991-1992) - 10 ep.
- Valle di luna (Emmerdale) (1992-1993) - 9 ep.
- Coronation Street (1979-1994) - 31 ep.
- Metropolitan Police (1989-1998) - 6 ep.
- Brookside (1995-2001) - 9 ep.